# Sternapi
Der Sternapi ist eine historische Apfelsorte. Die Frucht ist von typischer, fünfeckig-sternförmiger Gestalt, mittelgroß bis eher klein, und hat gelblichweißes, festes Fruchtfleisch.

## Geschichte
Die älteste bekannte Erwähnung dieser Apfelsorte wird dem Arzt und Botaniker Jean Bauhin (1541–1612) zugeordnet. Von ihm stammt auch die Bezeichnung „pomum pentagonum“ (Fünfsterneapfel). Laut seinem Zeitgenossen Olivier de Serres soll der Sternapi aus der Römerzeit stammen. Im Jahr 1981 wurde dieser Urkulturapfel von Roger Corbaz wiederentdeckt und in Kultur genommen.
Aus dem Dekoapfel Sternapi ist durch geschicktes Kreuzen der Apistar hervorgegangen, eine Sorte, deren Kanten verstärkt hervorragen.